# Csátés sás
A csátés sás (Carex divisa) az egyszikűek (Liliopsida) osztályába, ezen belül a perjevirágúak (Poales) rendjébe és a palkafélék (Cyperaceae) családjába tartozó faj.

## Élőhelye
Nedves rétek – láp- és mocsárrétek – növénye.

## Megjelenése

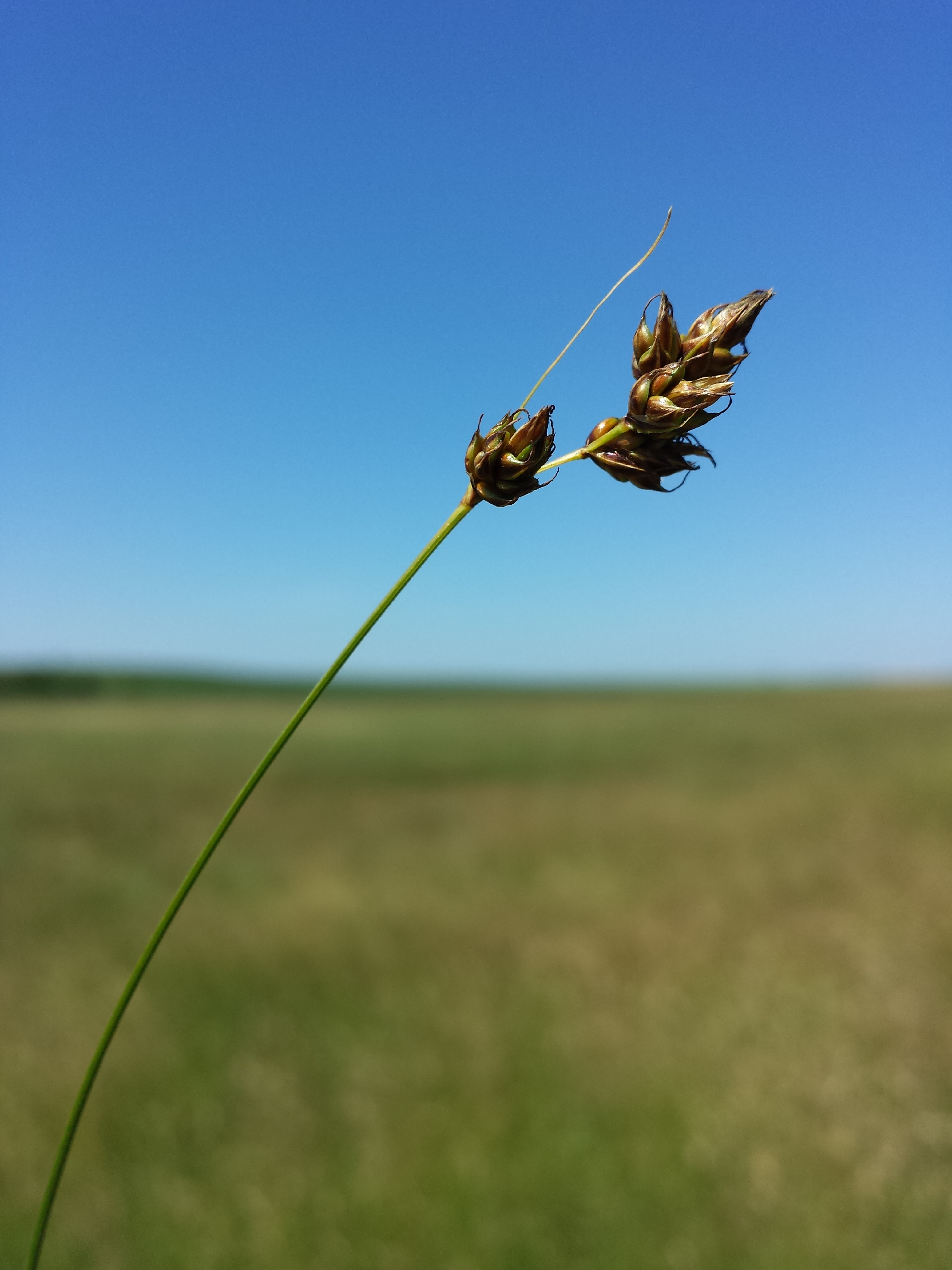

Évelő, szürkészöld növény. Gyöktörzse több mm vastag, kúszó, tarackos. Szára 10–15 cm magas, kissé élezett és alig érdes. A levéllemez felálló, 1–4 mm széles, többnyire sima, fokozatosan kihegyesedő és színe kissé érdes. Virágzata hosszúkás, szaggatott füzér, melyben a visszás-tojásdad alakú füzérkék ülők. A füzérkék száma 5-7. A porzós virágok a füzérke csúcsán találhatók. A pelyvák gesztenyebarna színűek, középen egy világos sávval, hosszúkás-kihegyezett tojásdad alakúak és a tömlő hosszával megegyezők v. kissé rövidebbek. A tömlő 2,8-3,6 mm hosszú, széles ovális, hossza 1,5-szer nagyobb a szélességénél, zömök, féldomború, sötétbarna, hátoldalán hosszanti erekkel sűrűn bordázott (erek száma 3-11-ig), felszíne fényes. (Gustav Hegi szerint a tömlő csőre 2,8-3,5 mm, valójában ez az egész tömlő hossza, mert a csőr egészen rövid vagy hiányzik.
A makk kb. 2,2 milliméter hosszú, szélesen ovális, hossza 1,5-szer nagyobb a szélességénél, mindkét vége felé (töve felé valamivel erősebben) kihúzott, lapított, sötét szürkésbarna, felszíne sima.
Április-júniusban virágzik.